# Küssaberg
Küssaberg è un comune tedesco di 5 500 abitanti, situato nel land del Baden-Württemberg.

## Storia
In frazione Dangstetten è stato scoperto nel 1967 un grande accampamento militare, dai tempi dell'imperatore romano Augusto dove era alloggiata un'intera legione romana (la legio XIX) formata da circa 6.000 armati. Qui rimase fino all'8-7 a.C. Al suo posto furono poi poste per un quindicennio, fino alla clades variana del 9, truppe ausiliarie di arcieri orientali. Nella frazione di Rheinheim esiste un museo di storia locale, dove sono esposti diversi manufatti appartenuti ai legionari.